# Király Színház
Le Király Színház (Théâtre royal) est un ancien théâtre de Budapest. Fondé en 1903, le théâtre est fermé en 1936 et détruit en 1941.

## Histoire

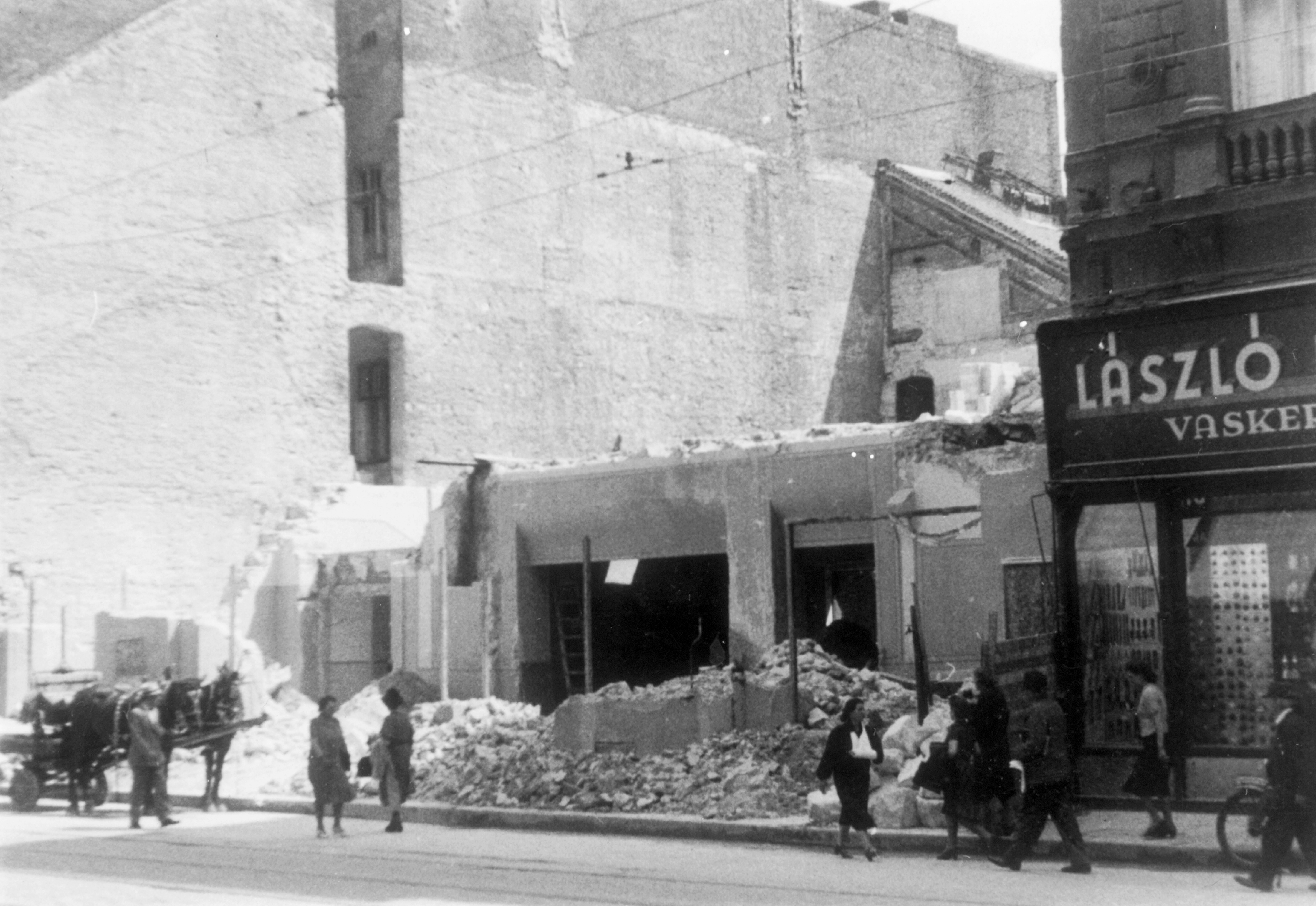
En 1941, il ne reste pas grand chose du théâtre.

Il fut fondé le 6 novembre 1903 au 71 de la rue Király par Beöthy László (színigazgató) (hu), un ancien journaliste, à une époque où le Somossy Orfeum existait déjà.
Lors de la première, ce fut une opérette de Jenő Huszka qui fut donnée, mais ensuite, il y eut celles d«autres auteurs, comme János Kacsóh ou Victor Jacobi.
Ce fut un théâtre populaire jusqu'en 1925 avant que ne s'ouvrent 11 années d'instabilité et que le théâtre ne ferme en 1936, et ne soit détruit en 1941.

## Galerie

Photos d'acteurs prises au Király Színház
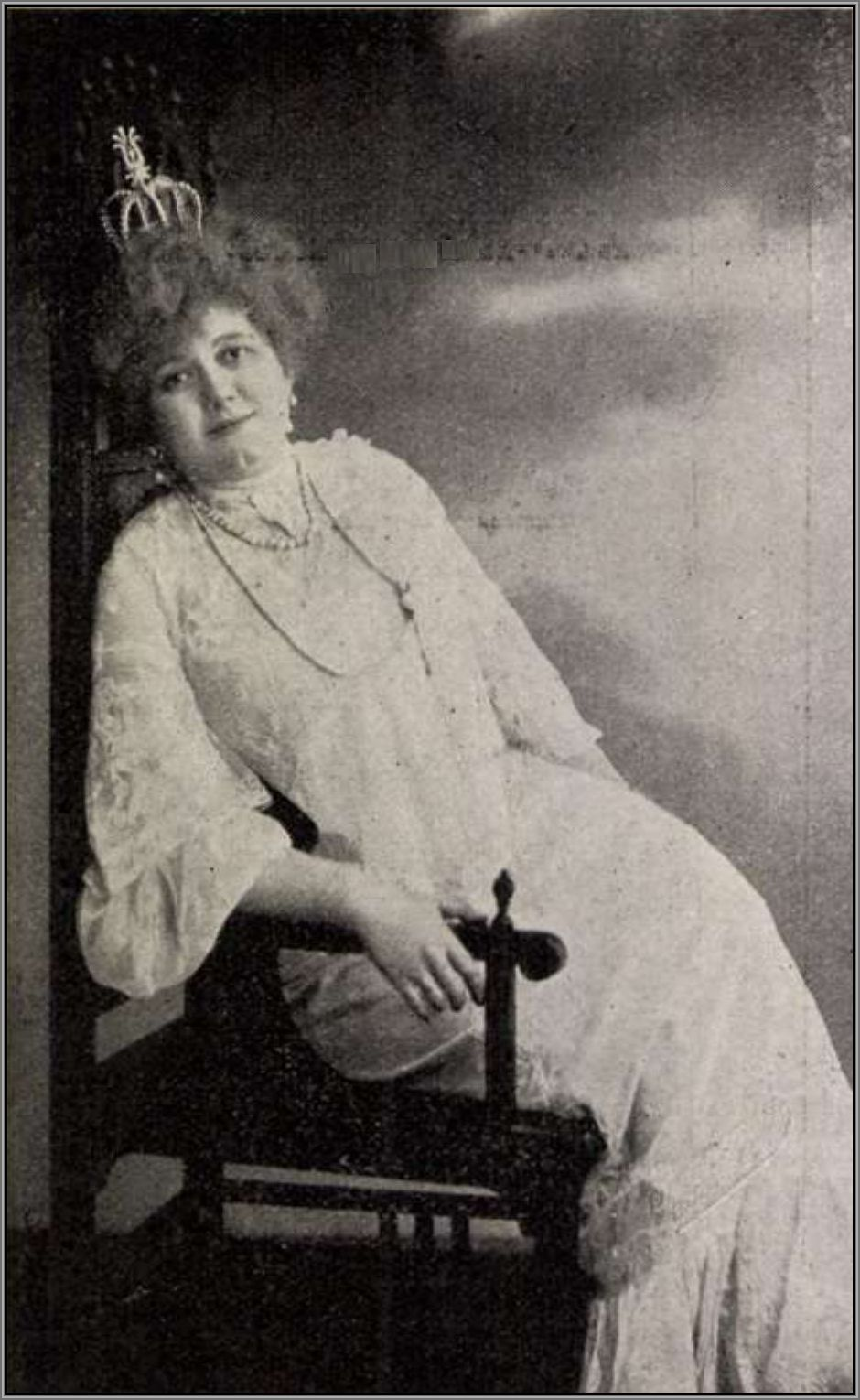
Küry Klára (hu)
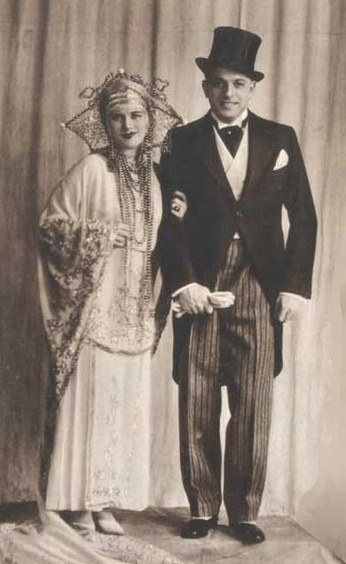
Vaály Ilona (hu) et Oskar Dénes en 1926
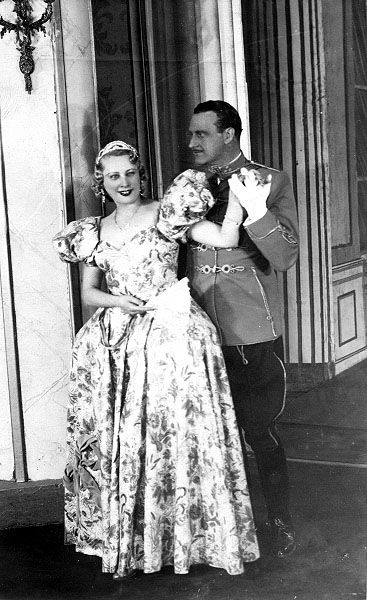
Hanna Honthy et Dezső Kertész (en) en 1931

## Créations
Diverses œuvres furent créées au Király Színház :
- 14 janvier 1910 : Le Comte de Luxembourg (première à Budapest, le spectacle fut créé à Vienne)
- 14 novembre 1911 : Leányvásár (operett) (hu) de Victor Jacobi
- 12 février 1916 : Mágnás Miska (operett) (hu) d'Albert Szirmai
- 3 novembre 1916 : Princesse Czardas (première à Budapest)